# Heptanthura novaezealandiae
Heptanthura novaezealandiae är en kräftdjursart som beskrevs av Brian Frederick Kensley 1978. Heptanthura novaezealandiae ingår i släktet Heptanthura och familjen Expanathuridae.
Artens utbredningsområde är havet kring Nya Zeeland. Inga underarter finns listade i Catalogue of Life.